# ألانا جولدي
ألانا جولدي هي مبارزة بالسيف كندية، ولدت في 17 أبريل 1994 في كالغاري في كندا.

## وصلات خارجية
- ألانا جولدي على موقع الاتحاد الدولي للمبارزة (الإنجليزية)
- ألانا جولدي على موقع اللجنة الأولمبية الدولية (الإنجليزية)
- ألانا جولدي على موقع أوليمبيديا (الإنجليزية)
- ألانا جولدي على موقع اللجنة الأولمبية الكندية (الإنجليزية)